# Morane-Saulnier

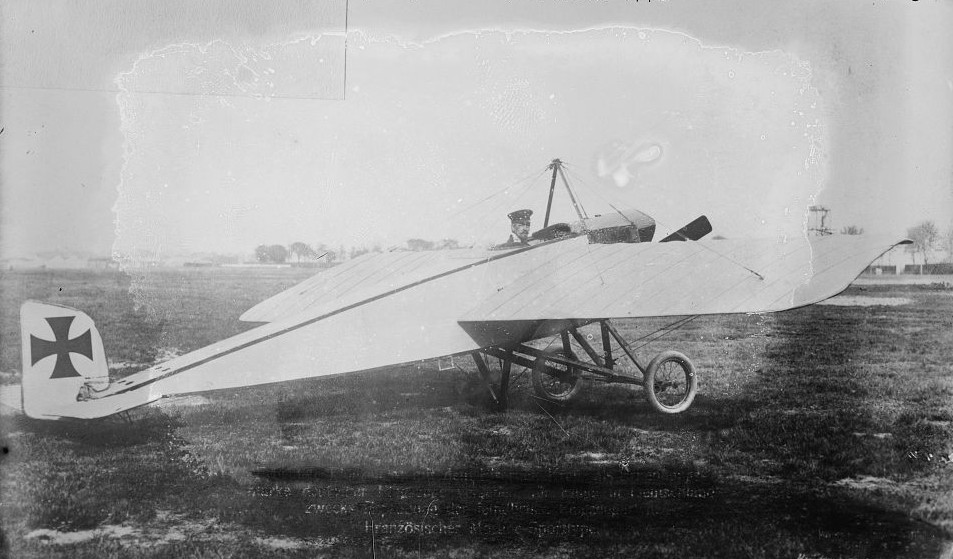
Моран-Сольнье Г, захваченный кайзеровскими войсками в 1915 г.

«Мора́н-Сольнье́» (фр. Morane-Saulnier) — ныне несуществующая французская авиастроительная компания.

## История
Основана была под названием Société Anonyme des Aéroplanes Morane-Saulnier 10 октября 1911 года в Пюто, близ Парижа, братьями Леоном и Робером Моранами, и их другом Раймоном Сольнье.
В 1914 году Робер Сольнье первым в военном авиастроении устанавливает на нескольких самолётах модели Morane-Saulnier G синхронизированный пулемёт 7,9 мм фирмы Hotchkiss. Начиная с 1914 года в серийное производство этот самолёт пошёл под обозначением Morane-Saulnier N.
За время существования фирмы «Моран-Сольнье» ею были разработаны приблизительно 140 различных авиационных проектов, и среди них — выпущенный в количестве 1081 штуки истребитель MS.406, наиболее часто встречавшийся во французских ВВС вплоть до поражения и оккупации немецкими войсками Франции в 1940 году. Известный французский пилот Ролан Гаррос работал на Morane-Saulnier лётчиком-испытателем.
В 1963 году фирма «Моран-Сольнье» была приобретена компанией Потез и была переименована в Société d’exploitation établissements Morane-Saulnier.
В мае 1965 года, после национализации авиационной промышленности во Франции, из её названия окончательно исчезло упоминание о «Моран-Сольнье», и фирма стала называться Socata. В настоящее время используются лишь самолёты типов Morane-Saulnier M.S.880 Rallye и Morane-Saulnier M.S.890 Rallye, наиболее известные модели фирмы «Моран-Сольнье» в послевоенные годы.